# Mols (Dänemark)
Mols ist eine Halbinsel und Landschaft an der Ostküste Jütlands im Südteil der Halbinsel Djursland, einem Teil der Kimbrischen Halbinsel in Dänemark.
Mit dem Namen wird gemeinhin auch die Ebeltoft-Halbinsel und die Helgenæs bezeichnet, genauer genommen ist es jedoch das in die Aarhus Bugt ragende Gebiet zwischen den Buchten Kalø Vig und Ebeltoft Vig.
Die Landschaft auf Mols entstand vor 12.000 Jahren am Ende der letzten Eiszeit. Die Eismassen auf Jütland waren fast geschmolzen, als sich zwei Eiszungen, als Folge eines erneuten Kälteeinbruchs, über Mols schoben. Die Gletscher hinterließen eine Hügelkette aus Sand und Schotter, die heutigen Mols Bjerge im Nationalpark Mols Bjerge. Das Hügelgebiet zwischen Knebel und Fuglsø im Süden, Agri (gespr. Auri) in der Mitte und Femmøller (fünf Mühlen) im Norden, ist eine der großartigsten Moränenlandschaften des Landes, die in der Anhöhe Agri Bavnehøj eine Höhe von 137 m erreicht. Größere Eisklumpen blieben zurück und schmolzen nur langsam. Dieses so genannte Toteis bildete Toteislöcher mit steilen Hängen.

## Sehenswürdigkeiten
Bei Knebel an der kreisrunden Knebel Vig liegt Poskær Stenhus, eines der schönsten Hünengräber Dänemarks in einer runden Steinsetzung. In der Tinghulen (Thingschlucht) östlich von Knebel war früher der Thingplatz des Gebietes.
Der Nationalpark Mols Bjerge ist ein 180 km² großes Schutzgebiet und umfasst große Wald-, Heide- und Grünlandflächen sowie Seen und Küstengebiete.

## Geschichte
Am Isthmus von Dragsmur, der Helgenæs mit Mols verbindet, wurden im deutsch-dänischen Krieg (1848–1850) Schanzen errichtet. Von dieser Auffangstellung auf Helgenæs wurden die dänischen Truppen 1849 ausgeschifft und in der Schlacht um Fredericia in der General Olaf Rye fiel eingesetzt. Zuvor waren sie unter der Leitung von Olaf Rye (1791–1849) vom preußischen Heer auf die Halbinsel getrieben worden.
Auf dem 99 m hohen Ellemandsbjerg wurden laut Sage Opferungen an die nordischen Götter vorgenommen.
In der Nähe der Halbinsel Mols liegen:
- die Stadt Ebeltoft
- die über einen schmalen Damm erreichbare Insel Kalø, mit den restaurierten Ruinen des Königsschlosses (Kalø Slotsruin) (ab 1313 errichtet), in dem 1518 Gustav Vasa gefangen saß.
- die aus der Zeit um 1200 stammende einzige Rundkirche Jütlands, die Thorsager Kirche.
- der Kolindsund

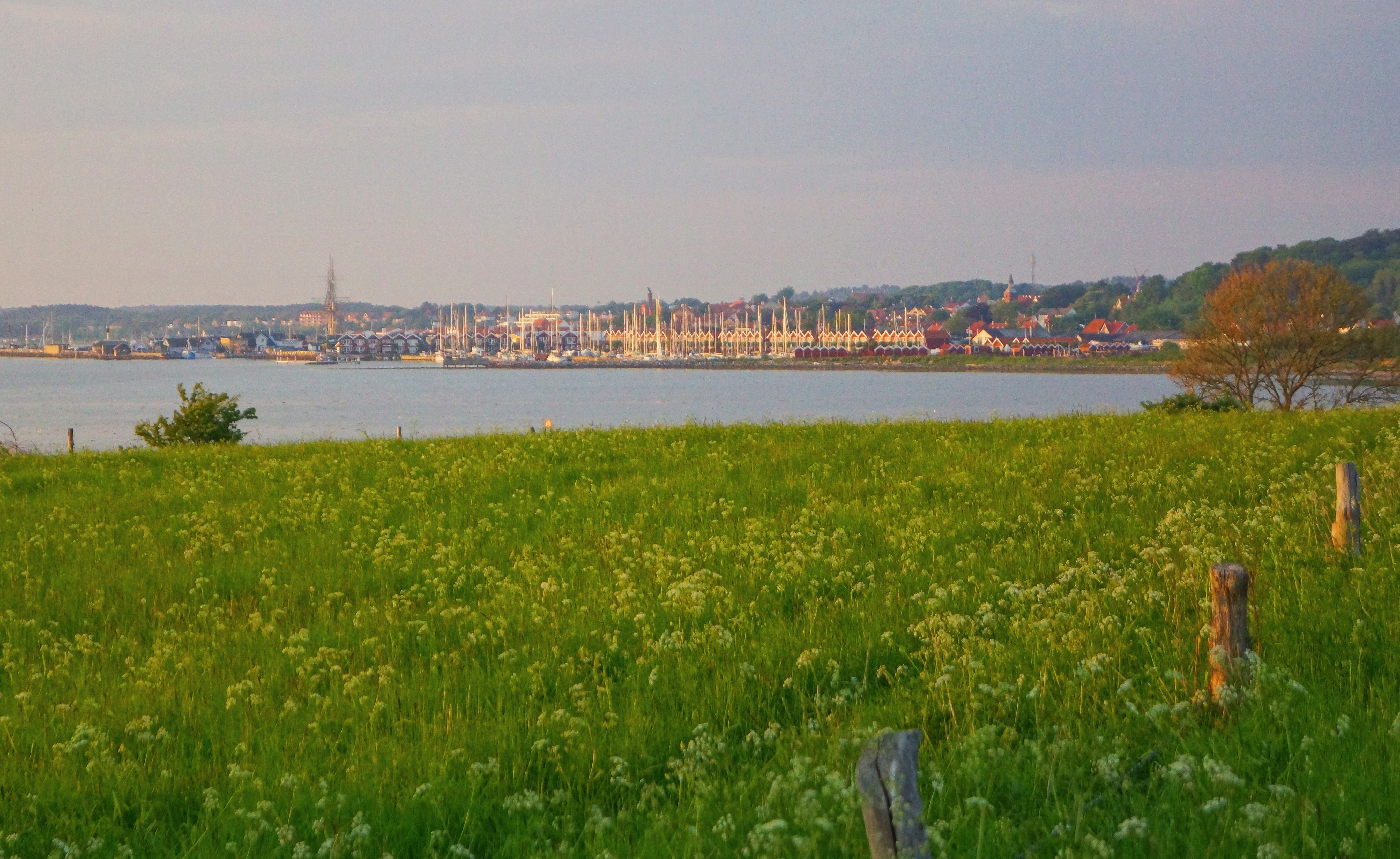
Bucht bei Ebeltoft
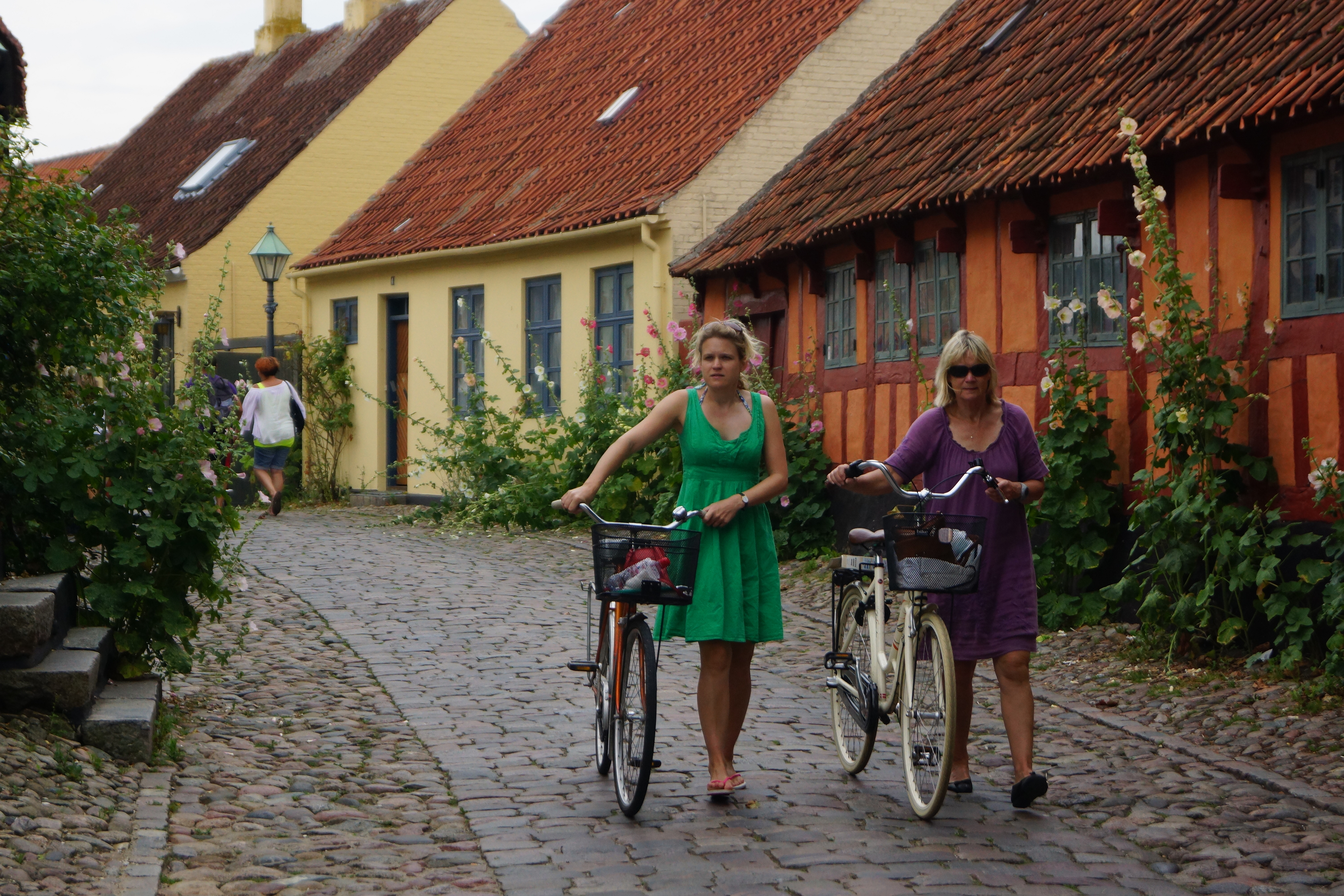
Historische Stadtmitte von Ebeltoft
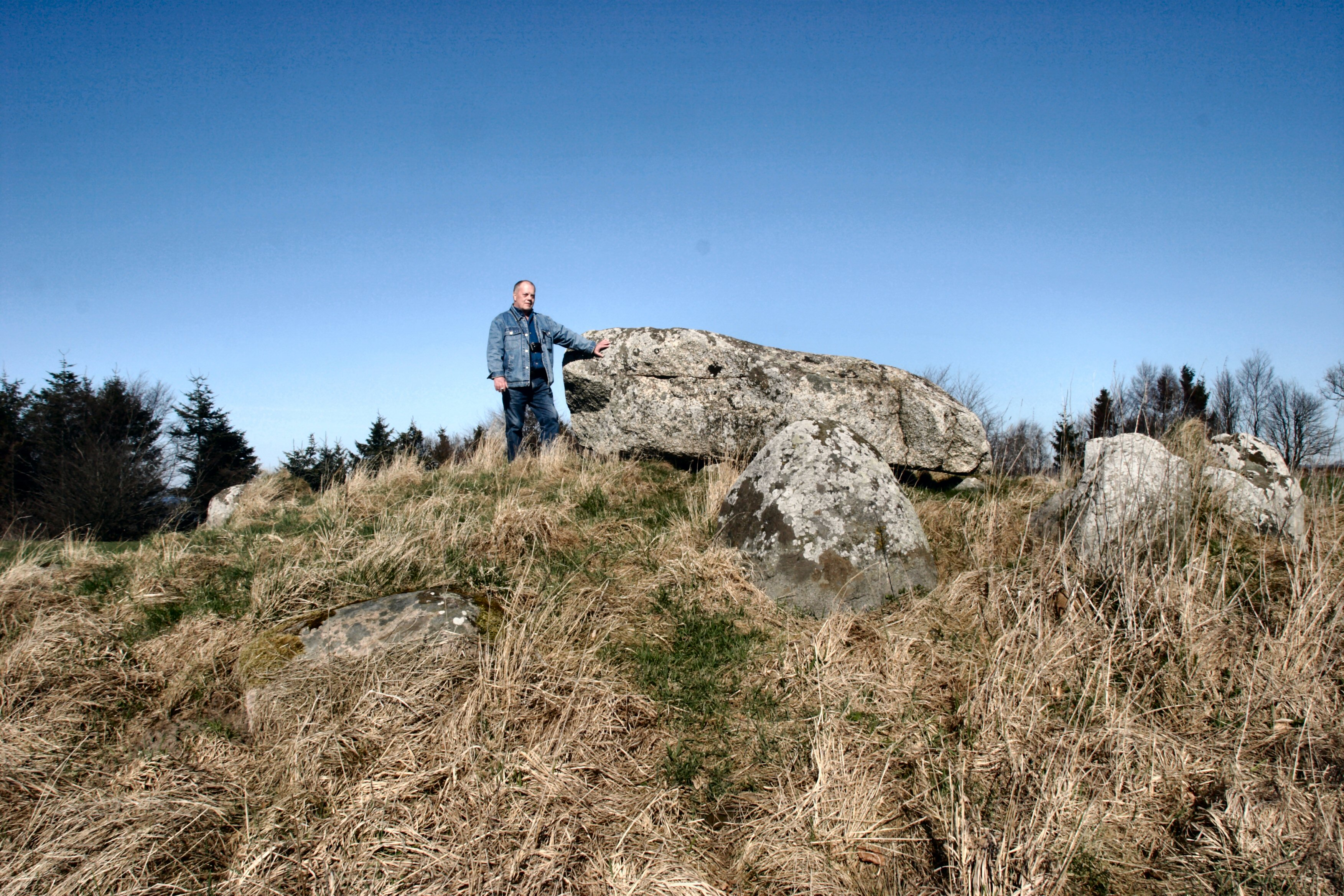
Dolmen von Agri
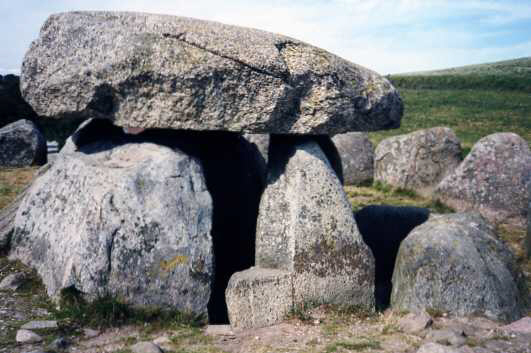
Poskær Stenhus
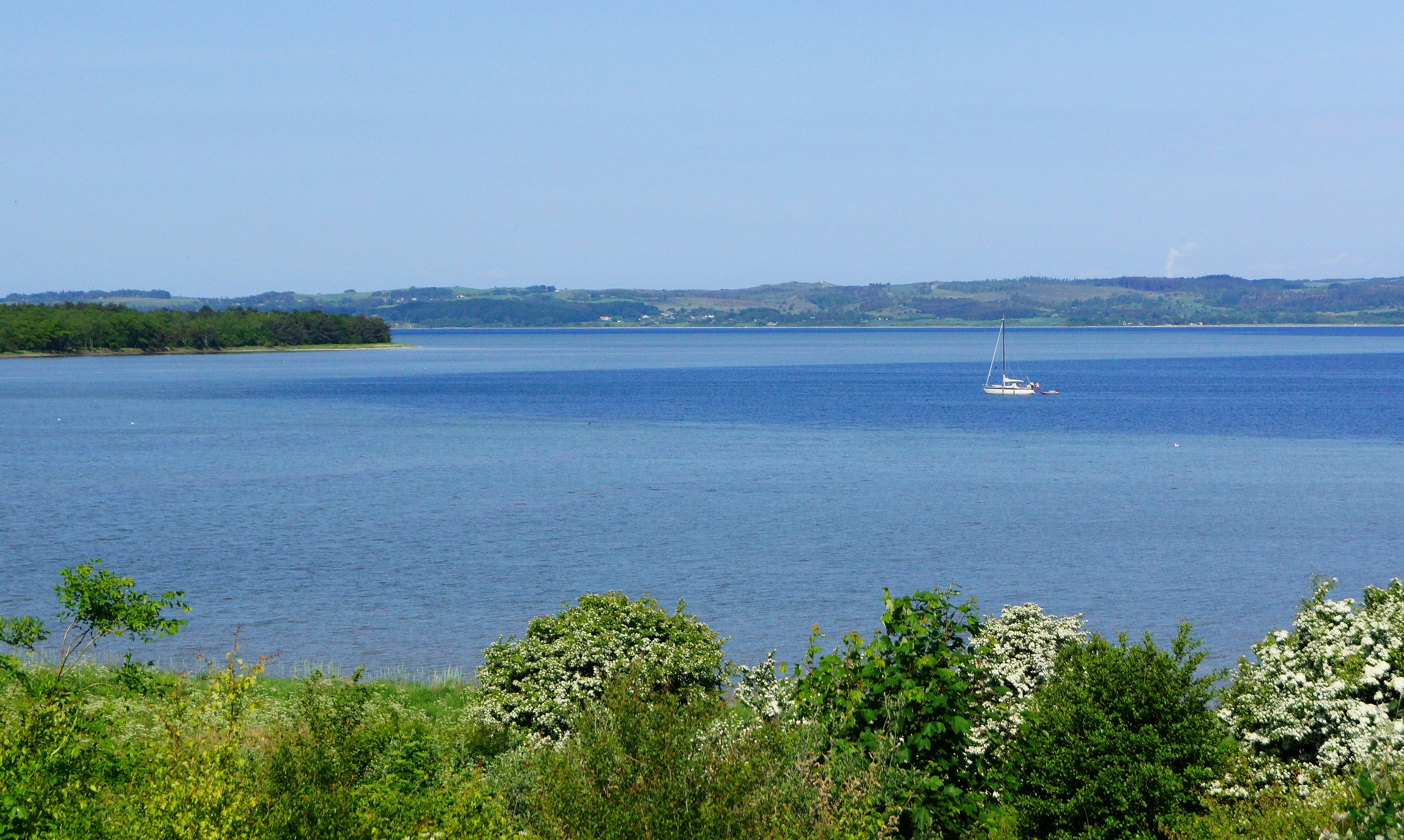
Bucht bei Ebeltoft

## Verkehr
- Fährverbindung von Ebeltoft zum Odden Færgehavn (Seeland)
- Der Flughafen von Århus (Aarhus Lufthavn) bei Tirstrup ist wenige Autominuten entfernt.